# Jesús María Muneta Martínez de Morentin
Jesús María Muneta Martínez de Morentin (Larraga, Navarra, 27 de diciembre de 1939) es sacerdote paúl, musicólogo, organista y compositor. Desde 1976 está destinado en Teruel, donde desarrolla gran parte de su actividad.

## Biografía
Realiza su carrera eclesial en Pamplona, Madrid y Cuenca. Lleva a cabo sus estudios musicales en los conservatorios de Valencia, Salamanca y Madrid, prosiguiéndolos en el seno del Instituto Pontificio de Música Sacra en Roma, teniendo como maestros a profesores de la talla de A.Renzi, Barata, E.Cardine, D.Bartolucci, Tossati... Obtiene la licenciatura en Canto Gregoriano, magisterios en Música Sacra y Composición, y los Diplomas de Dirección Coral y Órgano. Es Doctor en Musicología con la tesis "Cuenca 1962, renacimiento de la música religiosa española".
Afincado en Teruel, funda el Instituto de Música Turolense, desde el que promueve una intensa labor musicológica y musical. Al mismo tiempo funda el Conservatorio Profesional de Música de Teruel siendo director y profesor del mismo durante treinta años. Dirige la Coral Polifónica Turolense, la Agrupación laudística "Gaspar Sanz" y el Coro de Cámara "Francisco Guerrero".
Organiza la vida musical de Teruel impulsando varios ciclos de conciertos, "El Ciclo de Intérpretes", "Semana de Música de Teruel" y el "Ciclo de Órgano", actividades musicales que siguen funcionando hoy en día con gran éxito siendo la referencia musical de Teruel.
Su actividad musicológica es muy intensa escribiendo en revistas como Nassarre o Musicología. Publica varios tratados de teoría musical así como numerosas ediciones críticas de obras del patrimonio musical de Aragón (Catedral de Albarracín, Colegiata de Alquézar, Colegiata de Alcañiz...). También dicta varias ponencias en las universidades de Teruel y Cuenca. 
Como compositor es muy prolífico. Su catálogo cuenta con más de 450 obras escritas para las más diversas formaciones. Son muchas y numerosas las agrupaciones que han estrenado su música, entre las que hay que destacar la Orquesta Sinfónica de Valencia, la Orquesta Sinfónica de Euskadi, la Orquesta de la Radio de Pilsen o agrupaciones del entorno de Radio Televisión Española y la Orquesta Sinfónica de Madrid. Al mismo tiempo gran número de solistas se han interesado por su música, interpretándola y difundiéndola intensamente, destacando a M.Torrent, José Enrique Ayarra, Teresina Jordá, Sebastián Mariné...

## Actualmente
Sigue destinado en la Parroquia de la Milagrosa de Teruel. Es director de la sección de musicología del Instituto de Estudios Turolenses. Continúa publicando ediciones críticas de música así como libros de estudios musicales diversos como "Músicos Turolenses" u "Organeros, Organistas y músicos de Larraga". Su catálogo cada vez es más amplio y numeroso ya que compone intensamente.
Recientemente ha impulsado el "Ciclo de Órgano Diego Gomez" en Larraga, en honor y memoria de este gran organero navarro de finales del siglo XVIII que es considerado uno de los últimos maestros de la escuela navarra de órganos.

## Estilo
Escribe para todo tipo de formaciones e instrumentos. Usa las formas musicales conocidas, bien definidas y claras, de tal manera que tanto oyentes como intérpretes pueden apreciar claramente la pureza de su música. Considera la creación musical como un lenguaje que debe gustar a uno mismo y desea que disfruten los demás, tanto los intérpretes como los oyentes. Es ecléctico en los medios constructivos, desde la tonalidad, la cual no está agotada, la politonalidad, la polimodalidad de la que usa en las obras instrumentales de mayor vuelo. Es estructuralista en la forma, no desdeñando las aportaciones de la tradición.
«No escribo música de experimentación que necesite un discurso explicativo para hacerse entender. La música debe caminar por sí misma. Acepto el consejo de I.Stravinski: el compositor debe armarse de lápiz y goma. Debe ser un artesano. Y ahí estamos».

## Reconocimientos
Se halla en posesión de:
- Cruz de San Jorge de la Diputación Provincial de Teruel (1982).
- "Aragonés del Año" (1981)
- Medalla al Mérito Cultural del Gobierno de Aragón (1989)
- Medalla de Oro de los "Amantes de Teruel" (1988)
- Premio "Alfonso el Batallador" (1986)
- Medalla de Plata de Bellas Artes del Ministerio de Cultura (1989)
- Académico correspondiente de la Academia de San Fernando.
- Es segundo premio de composición del Gobierno de Navarra (1990)
- Premio del Concurso Nacional de Composición de Órgano "Cristobal Halffter" (1991)
- Premio de Composición de Villancicos de la Fundación Caja de Granada (1996)
- Hijo Adoptivo de Teruel (30-4-2002)
- Cruz de Alfonso X el Sabio (1-3-2006)
- Académico Correspondiente de la Real Academia de Bellas Artes de San Fernando, en Teruel, como musicólogo (2009)
- Cruz de Carlos III el Noble del Gobierno de Navarra (2014)
- Hijo Predilecto de Larraga (2014)

## Resumen del catálogo
- Obras orquestales: Poemas sinfónicos, Cantatas, 4 Sinfonías
- Conjunto instrumental y pequeña orquesta, sin y con Coro.
- Música de Cámara: cuartetos, varios conciertos para solista y orquesta sinfónica y de cámara, y numerosas obras para trío y dúo instrumental.
- Varios álbumes de piano y órgano, órgano y trompeta, obra coral, tanto litúrgica, religiosa, culta y popular.
- Publicaciones sobre música. Estudios y Transcripciones de Música Histórica correspondiente a la catedral de Albarracín, excolegiatas de Alcañiz y Alquézar. Colaborador de varias revistas y diccionarios: Musicología Española, Nassarre, Eusko Ikaskuntza, Aragón; Diccionarios de la música: Groves y Español-Iberoamericano (DMEHA).